# Jaroslav Hlinka
Jaroslav Hlinka (Praga, 10 novembre 1976) è un hockeista su ghiaccio ceco.

## Palmarès

### Mondiali
- 2 medaglie:
  - 1 oro (Germania 2001)
  - 1 argento (Lettonia 2006)